# 川上浩
川上 浩（かわかみ ひろし、1942年1月5日 - ）は、日本の実業家。ヤマハの第7代社長を務めた。オーディオ機器製造の株式会社ソリッドアコースティックス取締役会長。

## 来歴・人物
ヤマハ第4代、6代社長を務めた『ヤマハ中興の祖』川上源一の長男として東京都に生まれた。祖父はヤマハの第3代社長の川上嘉市。静岡県立浜松北高等学校に在校時はアーチェリー部を創立。高校2年の時にアーチェリー全日本選手権で優勝している。
1965年4月日本大学理工学部機械学科卒業、ソニーに入社しテープレコーダーの商品化開発に携わる。
1971年日本楽器製造（現在のヤマハ）入社。1972年に電気音響部長。1977年に同社取締役に就任。1979年常務取締役、1981年副社長就任。
1983年、源一は後にヤマハ第8代社長になる上島清介・ヤマハ発動機専務に社長就任を打診するが断られ、浩が41歳で第7代社長に就任。源一は『浩が武田勝頼になりはしないか。身内として非常に心配だ』と浩の社長就任の際に語ったという。
浩は社内の組織改革を進めるが、折からのピアノ、エレクトーンの販売不振やリゾート事業の不振などが重なり、1992年2月には労働組合から進退を問われる事態となり、社長退任を決めた。1992年5月にはヤマハ発動機の取締役も退任。
1992年2月19日の退任会見では『最初から42歳の若輩でヤマハの社長という大任を果たせるとは思っていなかった。できれば社長はほかの人がやってくれるといいなと思っていた』とコメントした。真意としては『私はゼネラリストよりも商品開発や技術のスペシャリストの方がよかった』ということであり、源一の評価も『社長というより技術者として手腕を発揮してもらいたかった』というものであった。
1993年2月にはヤマハの関連法人である財団法人ヤマハ音楽振興会の理事を解任され、1993年6月にはヤマハ取締役からも退任した。1996年11月にはヤマハリゾート会長も退任し、ヤマハ関連企業の役職は全て退いた。
その後は、長男の川上巌が代表取締役社長を務めていたソリッドアコースティックスの会長を務めていたが、2007年6月に退任し、会社自体も同年12月に破産手続開始決定している。